# دوروثي إم. نيدام
دوروثي إم. نيدام (بالإنجليزية: Dorothy M. Needham)‏ (و. 1896 – 1987 م) هي أحيائية، وعالمة كيمياء حيوية من المملكة المتحدة، والمملكة المتحدة لبريطانيا العظمى وأيرلندا، كانت عضوةً في الجمعية الملكية (منذ 1948)، توفيت عن عمر يناهز 91 عاماً.

## التعليم
تعلمت في كلية غريتون.

## جوائز
حصلت على جوائز منها:
- زميل في الجمعية الملكية.